# 亮葉青毛蘚
亮葉青毛蘚（学名：Dicranodontium nitidium）为曲尾蘚科青毛蘚屬下的一个种。